# پتوای جامائیکایی
پَتْوای جامائیکایی (به انگلیسی: Jamaican Patois) (بومیان: پتوا، زبان‌شناسان: کریول جامائیکایی) زبانی کریول بر مبنای انگلیسی و متأثر از زبان‌های آفریقای غربی (اکثر وام‌واژه‌ها از منشأ اکانی) است که بیشتر در جامائیکا یا توسط جامائیکایی‌های ترک‌وطن‌کرده استفاده می‌شود. این زبان در قرن هفدهم به وجود آمد، وقتی برده‌هایی از آفریقای غربی و مرکزی در معرض زبان انگلیسی قرار گرفتند و مجبور شدند لهجه‌ها و صورت محاوره‌ای زبان اربابان خود را یاد بگیرند و بومی آن شوند.

## کاربرد در موسیقی
بسیاری از هنرمندان و خوانندگان جاماییکایی‌تبار از این زبان در آثار خود استفاده کرده‌اند. از جمله می‌توان به باب مارلی در آهنگ معروف No Woman No Cry، ریحانا در آهنگ Man Down و مایتی دایمندز در آهنگ Pass the Kutchie اشاره کرد.